# Camogie
Camogie (Irsk: camógaíocht) er et irsk udendørs hold-boldspil, spillet af kvinder – det tilsvarende for mænd kaldes Hurling.
Spillet spilles på græsbane af 15 spillere på hvert hold. Hver spiller bruger en "camán" (økseformet stav af træ), bolden er en lille hård læderkugle.
Spillerene bruger staven til at skyde bolden til modsatte mål eller til en holdkammerat. Formålet er, at score i modstanderens mål. Målet er H-formet med net på den nederste del. Scoring i målet under overliggeren giver tre point. Over overliggeren, men inden for stolperne, giver et point.
Camogie spilles på en 130-145 meter gange 80-90 meter mark.
Camogie har eksisteret siden 1904. Det spilles især i Irland, hvor der er 550 klubber, men spilles også på tværs af Europa, Nordamerika, Asien og Australien.